# Echiniscus muscicola
Echiniscus muscicola är en djurart som tillhör fylumet trögkrypare, och som beskrevs av Plate 1888. Echiniscus muscicola ingår i släktet Echiniscus, och familjen Echiniscidae. Arten är reproducerande i Sverige.